# Ruth Müntinga
Ruth Müntinga (* 18. Februar 1982 in Waldbröl, Geburtsname Ruth Hasberg) ist eine deutsche Soziologin und Unternehmerin.

## Leben
Müntinga wuchs im Rheinland als Kind einer Arbeiterfamilie auf. Nach dem Abitur 2001 begann sie ein Studium der Soziologie, Politologie und Mittleren und Neueren Geschichte in Frankfurt am Main. 2007 erhielt sie den Abschluss Magister Artium in Soziologie.
Sie wurde 2015 im Fach Soziologie an der Goethe-Universität in Frankfurt am Main promoviert. Ihre Dissertationsschrift schrieb sie zum Thema „Die Wahrnehmung von Einkommensungleichheit. Deutschland und die USA im Vergleich“.

## Berufliche Karriere
Ab 2014 arbeitete sie als Parlamentsreferentin in der SPD-Fraktion der Bremischen Bürgerschaft. Im Forschungsinstitut Zentrum für Arbeit und Politik (zap) der Universität Bremen forschte sie unter der Leitung von Andreas Klee bis 2023 zu der Frage, warum bestimmte Berufe nach wie vor genderblockiert sind.
Zu Beginn der Promotion begann sie eine Stelle am Institut für Wirtschaft, Arbeit und Kultur (IWAK) der Goethe-Universität Frankfurt am Main und erstellte den Armuts- und Reichtumsbericht für das Bundesland Rheinlandpfalz. Danach folgte ein 3-jähriges Graduiertenstipendium der Friedrich-Ebert-Stiftung, inklusive eines Forschungsaufenthalts in den USA. Nach Ablauf des Stipendiums finanzierte sie ihre Promotion selbstständig weiter, u. a. mit Projektstellen am IWAK, dem Fachbereich 03 der Goethe-Universität und für die Josef-Popper-Nährpflicht-Stiftung.
Nach ihrer langen Tätigkeit im Öffentlichen Dienst entschied Müntinga sich für eine Karriere als Unternehmerin.
Im Jahr 2020 gründete sie zusammen mit Doris Heitkamp-König das Unternehmen motus5. Das Unternehmen hat sich zum Ziel gemacht durch Seminare, Vorträge und Organisationsberatung Diversität und Geschlechtergleichstellung in Unternehmen zu fördern.
Ruth Müntinga ist verheiratet und lebt in Bremen.

## Auszeichnungen
- Für ihre Promotion erhielt sie ein Graduiertenstipendium der Friedrich Ebert Stiftung.[4]
- 2017 erhielt sie zusammen mit ihren Kolleginnen des BPW Bremen den Take Off Award[5] für ihr Engagement im Rahmen des First Generation Students Programms.[6]
- 2023 erhielt sie einen Preis zusammen mit ihren Kolleginnen des BPW Bremen für das FGS-Programm, Der Million Chances Award – powered by Taft.[7]

## Publikationen als Ruth Hasberg
- Ruth Hasberg: Die Wahrnehmung von Einkommensungleichheit. Deutschland und die USA im Vergleich. Dordrecht 2016. (Dissertation an der Goethe-Universität 2015.)

Beiträge
- Anslinger, Kroeger, Meng, Müntinga, Stephan (2023): Unterstützungsangebote im bremischen Berufsausbildungssystem. Analyse des Angebots und des Bedarfs. (online)
- Anslinger, Müntinga (2023): Geschlechtersegregation in der Berufsbildung. Geschlechteruntypische Ausbildungsverhältnisse am Beispiel des Pflegeberufs. In: Zeitschrift der Deutschen Vereinigung für Politische Bildung e.V. | Ausgabe: 01 / 2023 (online; PDF)
- Kroeger, Meng, Müntinga, Stephan (2022): Microaggressions’ als Herausforderung für geschlechteruntypische Auszubildende: Anwendungsmöglichkeiten des Erklärungsansatzes im Kontext von Bildungs(un)gerechtigkeit in Ausbildungsverläufen. In BPW@. (online)

- Baden, C. / Schmid, A. / Hasberg, R. / Larsen, C. (2013): Unterwertige Beschäftigung und Fachkräftemangel in Rheinland-Pfalz. Projektbericht. Frankfurt. (online; PDF)
- Baden, C. / Gericke, P. / Hasberg, R. / Klems, W./ Schmid, A. / Werth, S. (2012): Qualification Mismatches: Contribution to the Discussion on Under- and Over-Qualification of Employees on the Basis of Data about Entries in Unemployment. In: Larsen, C. / Hasberg, R. / et al (Hg.): Skills Monitoring in European Regions and Localities. State of the Art and Perspectives. München, Mering, S. 234–248, ISBN 978-3-86618-916-4.
- Dalichau, D. / Hasberg, R. / Nüchter, O. / Mager, H.-C. (2012): Situationsanalyse des Bereichs Bildung in Hessen. Beitrag im 1. Hessischen Sozialbericht. In: Hessisches Sozialministerium (Hg.): Hessischer Landessozialbericht. Wiesbaden. (online)
- Ghirmazion, F. / Hasberg, R. (2011): Cross Border Mobility from the Eastern Countries to England and Germany – a conceptual analysis. In: Larsen, C. / Hasberg, R. / et al (Hg.): Measuring Geographical Mobility in Regional Labour Market Monitoring. München, Mering. S. 115–130, ISBN 3-86618-757-2
- Glatzer, W. / Hasberg, R. (2010): Lebensqualität im sozialen Bundesstaat. Subjektive Indikatoren für Ost und Westdeutschland 1990–2008. In: Krause, P. / Ostner, I. (Hg.): Leben in Ost- und Westdeutschland. Frankfurt am Main / New York. S. 445–462, ISBN 978-3-593-39333-9.
- Schmid, A. / Bieräugel, R. / Faik, J. / Hasberg, R. / Heid, S. (2008): Studie zur Entwicklung von Armut und Reichtum in Rheinland-Pfalz. Projektbericht. Frankfurt. (online; PDF)